# Sergej Olsjanski
Sergej Olsjanski (Russisch: Серге́й Петрович Ольшанский) (Moskou, 28 mei 1948) is een voormalig Russisch voetballer en trainer, die als speler uitkwam voor de Sovjet-Unie.

## Biografie
Hij begon zijn carrière bij Boerevestnik Moskou en maakte in 1969 de overstap naar Spartak, waarmee hij dat jaar nog de landstitel veroverde en in 1971 de beker. Na een kort intermezzo bij Chabarovsk in 1975 beëindigde hij zijn carrière bij CSKA Moskou.
Hij speelde ook 19 wedstrijden voor het nationale elftal en maakte zijn debuut op 6 augustus 1972 in een vriendschappelijke wedstrijd tegen Zweden. Hij zat in de olympische selectie die brons veroverde op de Spelen in München.
Na zijn spelerscarrière werd hij trainer.